# Zuid-Tangerang
Zuid-Tangerang (Indonesisch: Tangerang Selatan) is een stadsgemeente (kota) binnenin de provincie Banten in het westen van Java, Indonesië.

## Onderdistricten
Kota Tangerang Selatan is opgedeeld in 7 onderdistricten (kecamatan) weergegeven met hun populaties bij de volkstelling van 2010:
| Naam                          | Populaties volkstelling 2010 |
| ----------------------------- | ---------------------------- |
| Serpong                       | 137,212                      |
| Serpong Utara (Noord Serpong) | 126,499                      |
| Pondok Aren                   | 303,093                      |
| Ciputat                       | 192,205                      |
| Ciputat Timur (Oost Ciputat)  | 178,818                      |
| Pamulang                      | 286,270                      |
| Setu                          | 66,225                       |

Stadsgemeenten: Cilegon · Serang · Tangerang · Zuid-Tangerang

Regentschappen: Lebak · Pandeglang · Serang · Tangerang